# Lupoița, Gorj
Lupoița este un sat ce aparține municipiului Motru din județul Gorj, Oltenia, România.

## Vezi și
- Biserica de lemn din Lupoița

## Imagini

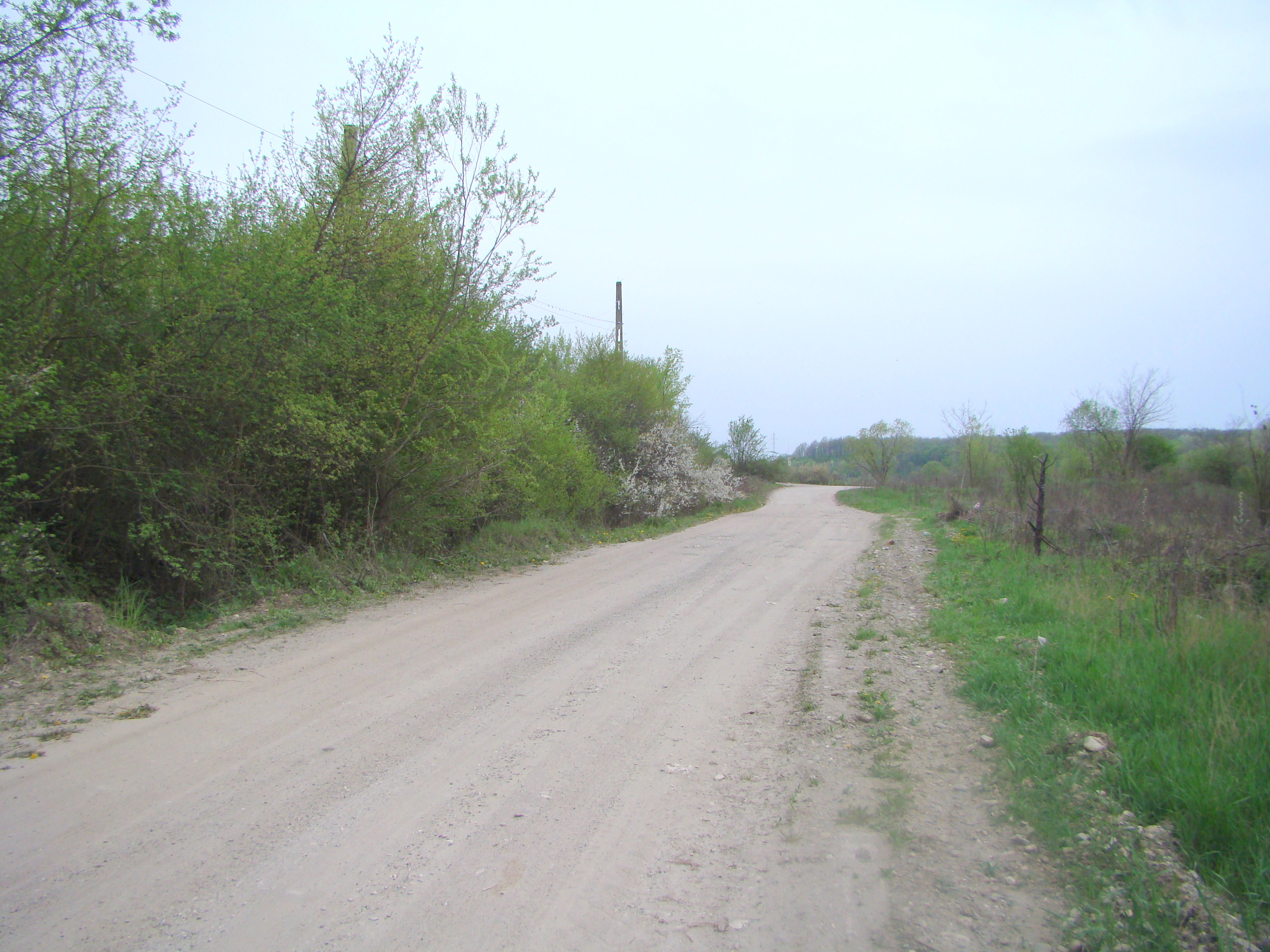
Drumul Lupoaia-Lupoița
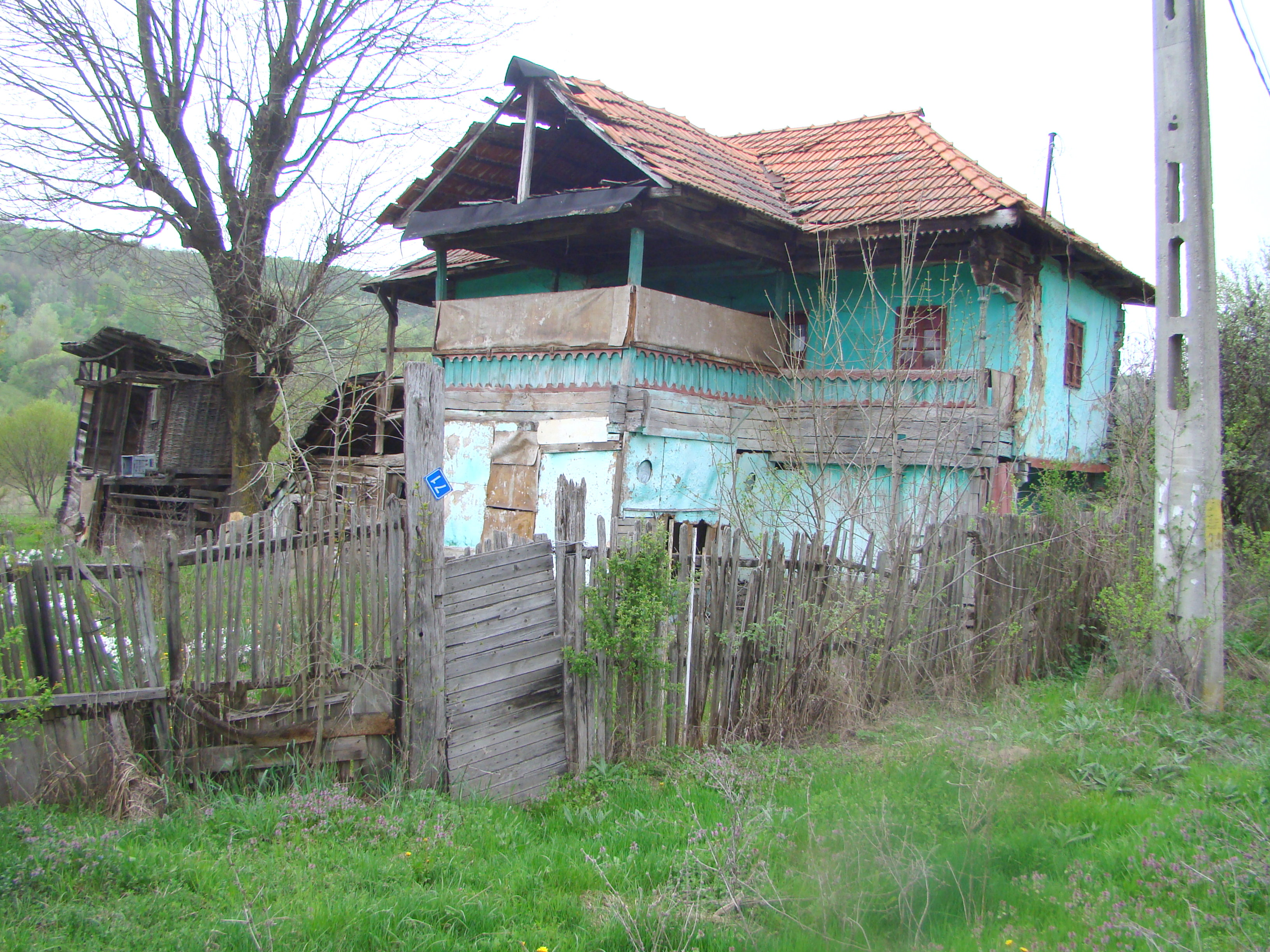
Una dintre puţinele gospodării încă rămase în picioare; terenurile şi gospodăriile sătenilor au fost expropriate, datorită extinderii exploatărilor carbonifere
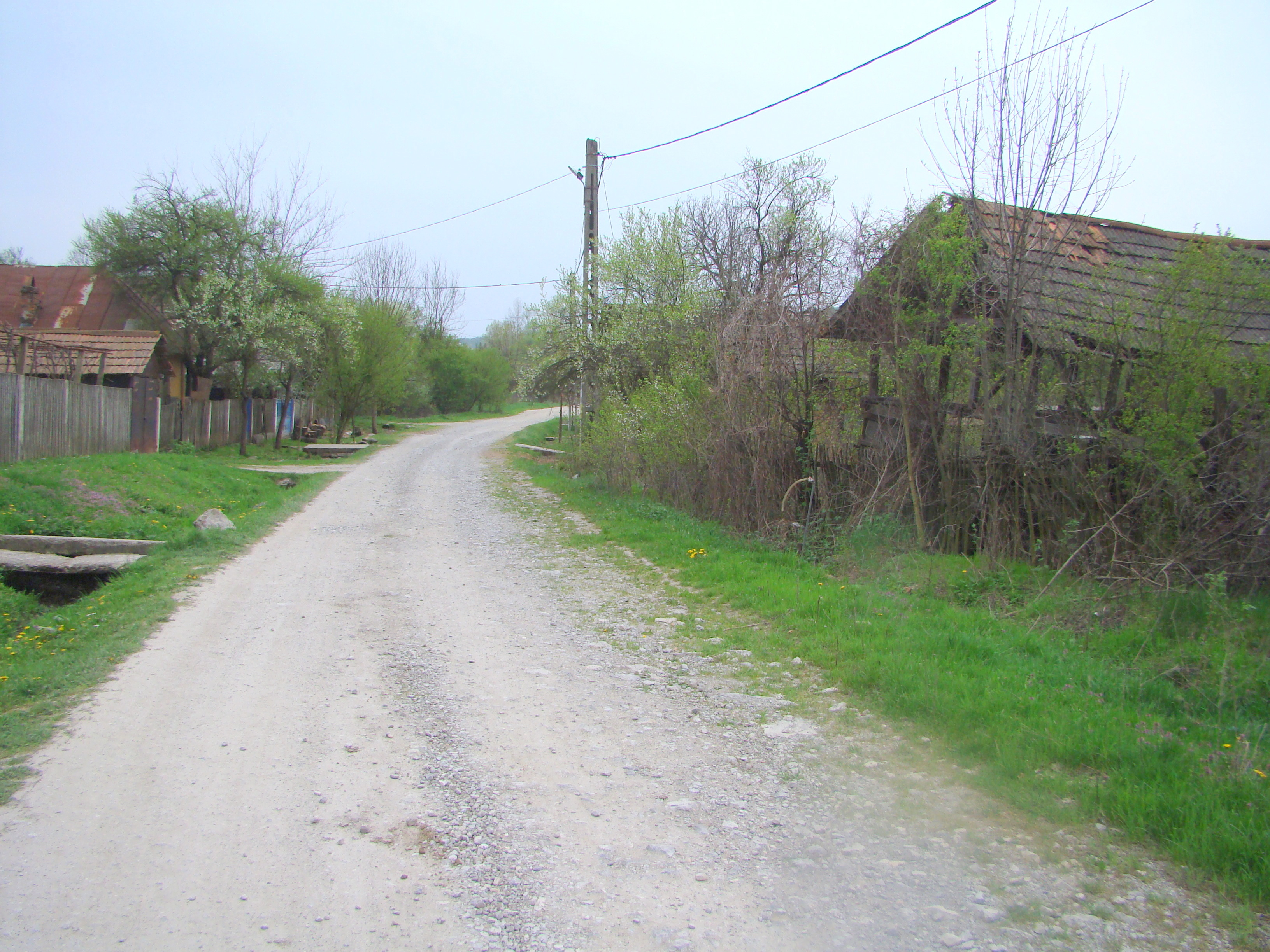
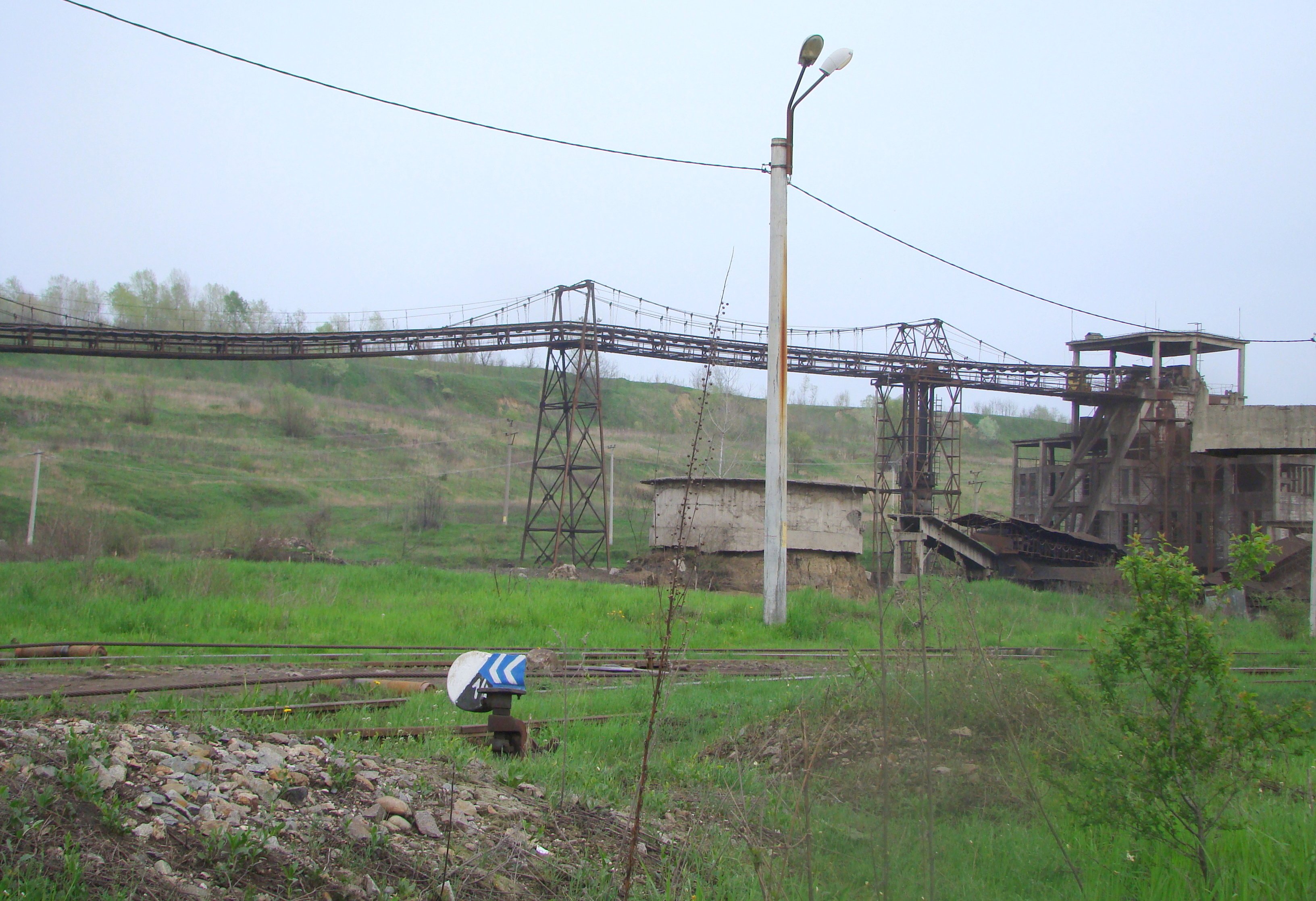
Instalaţie de transport al cărbunelui
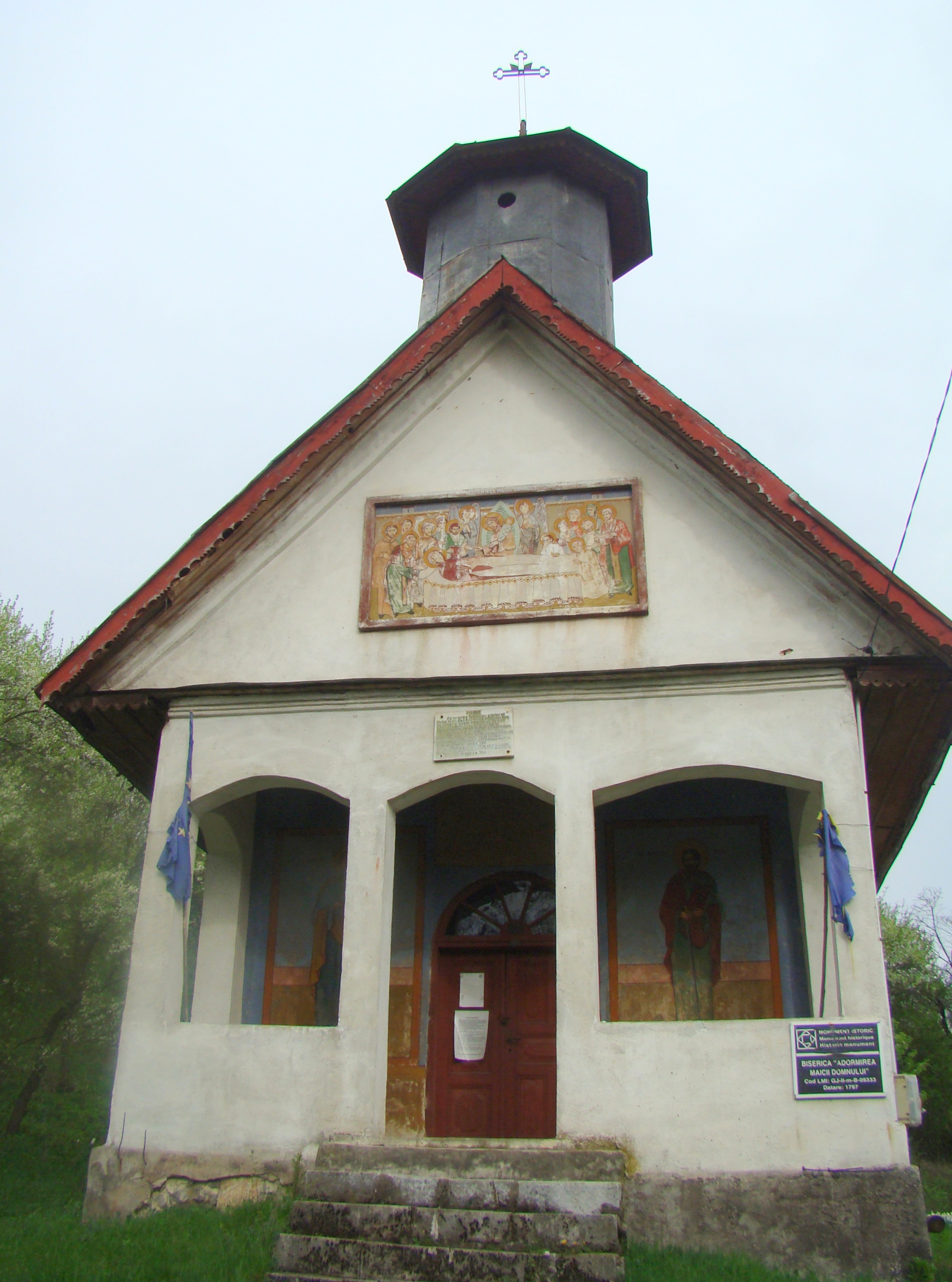
Biserica „Adormirea Maicii Domnului”, construită în anul 1768 (monument istoric)
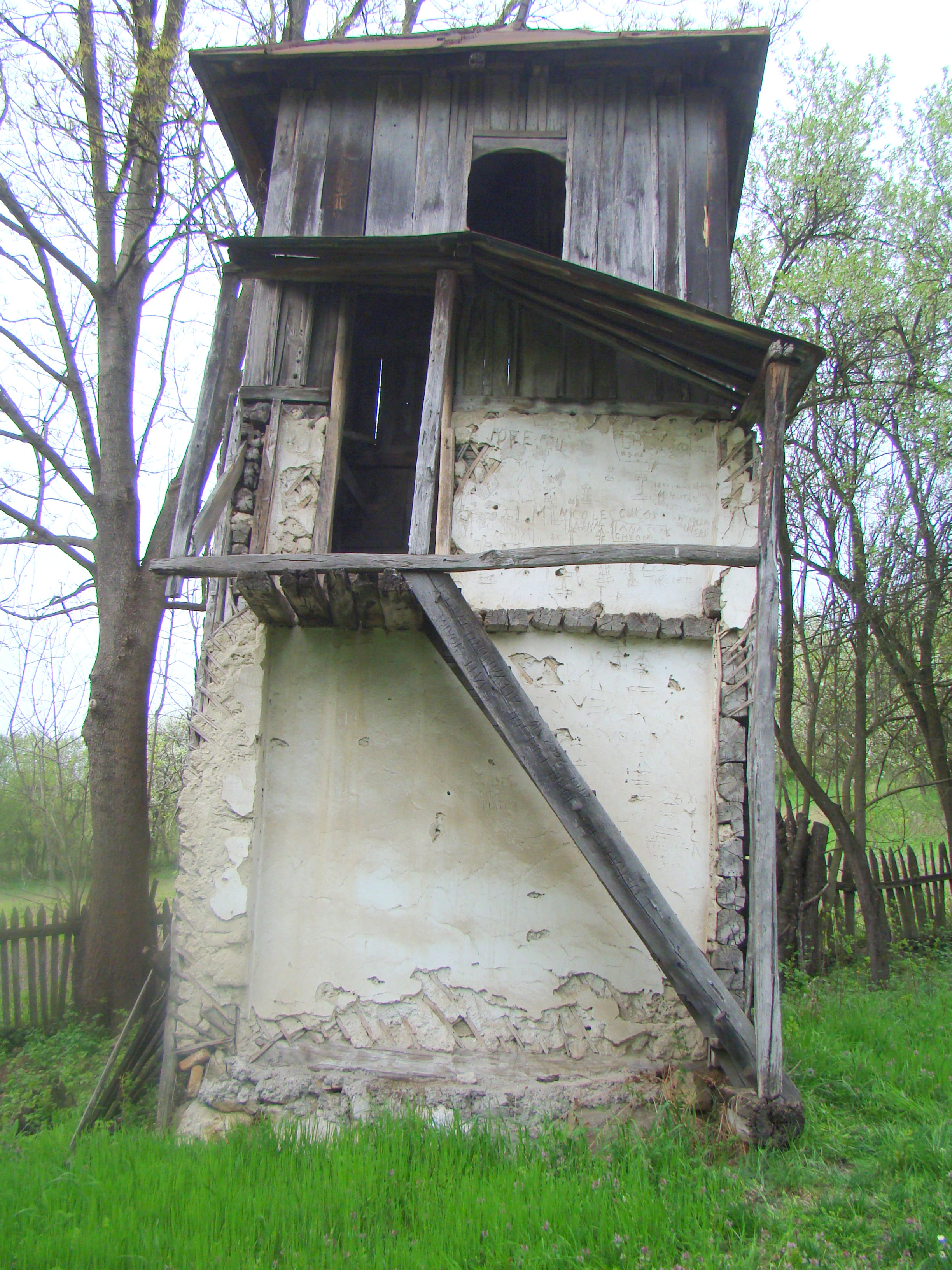
Clopotnița

 Acest articol despre o localitate din județul Gorj este deocamdată un ciot. Puteți ajuta Wikipedia prin completarea lui.